# Ludwika Kłyszyńska
Ludwika Antonina Zofia Kłyszyńska z Wizembergów secundo voto Piotrowska (ur. 20 stycznia 1809 w Krakowie, zm. 29 grudnia 1862 w Radomiu) – aktorka teatralna i dyrektorka teatrów prowincjonalnych.

## Kariera aktorska
Debiutowała w 1833 r. w zespole Tomasza Andrzeja Chełchowskiego i z tym zespołem związana była do 1838 r.  W przebiegu dalszej kariery występowała także w zespołach teatrów prowincjonalnych: Wincentego Raszewskiego (1840), Jana Nepomucena Piotrowskiego (1842–1843), Hipolita Popiołka (1843), Juliusza Pheiffera (1843), Kajetana Nowińskiego (1847), Jana Chrzciciela Okońskiego (1850), Józefa Barańskiego (1851–1853) i Pawła Ratajewicza (1854). W latach 1839–1840 była zaangażowana w teatrze warszawskim, a w latach 1843-1846 – w teatrze krakowskim. Wystąpiła m.in. w rolach: Amelii (Jest temu lat szesnaście), Jenny (Wariatka), Wiarda (Precjoza), Franciszki (Rita Hiszpanka), Łucji (Stasio), Marii (Dymitr i Maria) i Bona (Barbara Radziwiłłówna).

## Zarządzanie zespołami teatralnymi
W 1841 prowadziła własny zespół wraz z którym występowała w Tomaszowie Lubelskim, Piotrkowie, Modlinie i Zgierzu. W 1854 r. ponownie zorganizowała własny zespół, którym kierowała do 1858 r. Przez krótki okres (1855-1856) jej wspólnikiem był Feliks Stobiński.

## Życie prywatne
Jej pierwszym mężem (od 1834 r.) był aktor Józef Kłyszyński, a drugim (od 1842 r.) Jan Nepomucen Piotrowski. Po zakończeniu kariery teatralnej osiadła w Radomiu, gdzie udzielała lekcji tańca.